# Гута Самокляська
Гута Самокляська (пол. Huta Samoklęska) — колишнє лемківське село у Ясельському повіті Підкарпатського воєводства в Польщі. Територія входить до гміни Осек-Ясельський.

## Розташування
Лежало в лісі на північному схилі Магури у верхів'ї потоку Гутиська — притоки річки Клопітниця. Розташовувалось на південь від села Самокляски.

## Історія села
У XVIII—XIX століттях в селі була гута, яка виробляла скло для довколишніх мешканців.
У 1880 році в селі було 19 будинків і 137 жителів, з них 124 греко-католики і 13 римо-католики.
Тилявська схизма не торкнулася жителів села: станом на 1936 рік тут проживав 101 греко-католик.
До 1945 року жителі села належали до греко-католицької парохії Перегримка Дуклянського деканату, до якої також входили Клопітниця, Мрокова, Самокляски і Змигород. Метричні книги провадились від 1784 року.
У 1945 році частину мешканців села було переселено на схід України, решту в 1947 році в результаті операції «Вісла» було депортовано на понімецькі землі Польщі, а знелюднілу територію приєднано до села Самокляски.